# Notylia
Notylia é um género botânico pertencente à família das orquídeas (Orchidaceae). Foi proposto por John Lindley em Botanical Register. 11: sub t. 930, em 1825, ao descrever duas espécies. Sua espécie tipo é a Notylia punctata (Ker Gawl.) Lindley, anteriormente descrita como Pleurothallis punctata Ker Gawl.. O nome é uma referência ao calo que existe no estigma de suas flores. São plantas de tamanho pequeno ou médio, a grande maioria sem valor ornamental, entretanto há algumas muito vistosas que se destacam.

## Distribuição
Notylia agrupa quase cinqüenta espécies epífitas, de crescimento cespitoso, cerca de metade no Brasil. Ocorrem desde o México até o sul de Brasil , preferindo áreas menos úmidas de altitude inferior a oitocentos metros.

## Descrição
Seus pseudobulbos são rudimentares, parcialmente recobertos por Baínhas foliares imbricantes, apresentam-se agrupados e possuem apenas uma comparativamente muito grande folha plana oblonga ou ligulada. Da axila das Baínhas nasce a inflorescência, pendente, racemosa, longa ou muito longa, com muitas flores dispostas em espiral, extremamente delicadas ou mais robustas, de aparência cerosa.
As flores geralmente de esverdeado pálido, raramente com esparsas pintas ou pontinhos roxos, alaranjados ou pardos, podem ter sépalas laterais unidas ou livres. As pétalas são sempre são livres e costumam arquear-se de modo a quase se tocarem na extremidade. O labelo possui uma garra perto da base, longo unguiculo e lâmina triangular. Ocasionalmente possui uma lamela central a partir da garra até a extremidade. A coluna apresenta antera dorsal com duas polínias.

## Lista de espécies
1. Notylia albida  Klotzsch (1851)
2. Notylia angustifolia  Cogn. (1910)
3. Notylia arachnites  Rchb.f. (1859)
4. Notylia aromatica  Barker ex Lindl. (1841)
5. Notylia barkeri  Lindl. (1838)
6. Notylia bernoullii  Schltr. (1918)
7. Notylia bisepala  S.Moore (1895)
8. Notylia brenesii  Schltr. (1923)
9. Notylia buchtienii  Schltr. (1912)
10. Notylia bungerothii  Rchb.f. (1887)
11. Notylia carnosiflora  C.Schweinf. (1946)
12. Notylia durandiana  Cogn. (1904)
13. Notylia ecuadorensis  Schltr. (1917)
14. Notylia flexuosa  Schltr. (1925)
15. Notylia fragrans  Wullschl. ex H.Focke (1853)
16. Notylia glaziovii  Cogn. (1904)
17. Notylia guatemalensis  S.Watson (1887)
18. Notylia hemitricha  Barb.Rodr. (1881)
19. Notylia incurva  Lindl. (1838)
20. Notylia inversa  Barb.Rodr. (1881)
21. Notylia koehleri  Schltr. (1912)
22. Notylia lankesteri  Ames (1923)
23. Notylia latilabia  Ames & C.Schweinf. (1925)
24. Notylia laxa  Rchb.f. (1881)
25. Notylia lehmanniana  Kraenzl. (1921)
26. Notylia leucantha  Salazar (1999)
27. Notylia longispicata  Hoehne & Schltr. (1926)
28. Notylia lyrata  S.Moore (1895)
29. Notylia micrantha  Lindl. (1838)
30. Notylia microchila  Cogn. (1904)
31. Notylia morenoi  Christenson (2001)
32. Notylia nemorosa  Barb.Rodr. (1881)
33. Notylia obtusa  Schltr. (1920)
34. Notylia odontonotos  Rchb.f. & Warm. in H.G.Reichenbach (1881)
35. Notylia orbicularis  A.Rich. & Galeotti (1845)
36. Notylia panamensis  Ames (1922)
37. Notylia parvilabia  C.Schweinf. (1946)
38. Notylia pentachne  Rchb.f. (1854)
39. Notylia peruviana  (Schltr.) C.Schweinf. (1946)
40. Notylia pittieri  Schltr. (1918)
41. Notylia platyglossa  Schltr. (1914)
42. Notylia pubescens  Lindl. (1842)
43. Notylia punctata  (Ker Gawl.) Lindl. (1842) - Typus Species -
44. Notylia punoensis  D.E.Benn. & Christenson (2001)
45. Notylia replicata  Rchb.f. (1878)
46. Notylia rhombilabia  C.Schweinf. (1946)
47. Notylia rimbachii  Schltr. (1921)
48. Notylia sagittifera  (Kunth) Link (1841)
49. Notylia stenantha  Rchb.f. (1865)
50. Notylia stenoglossa  Schltr. (1913)
51. Notylia sylvestris  L.B.Sm. & S.K.Harris (1937)
52. Notylia tamaulipensis  Rchb.f. (1860)
53. Notylia tapirapoanensis  Hoehne (1910)
54. Notylia trisepala  Lindl. & Paxton (1852)
55. Notylia venezuelana  Schltr. (1919)
56. Notylia yauaperyensis  Barb.Rodr. (1891)